# Rom negli Stati Uniti d'America
I rom di origine rumena, slovacca e ungherese sono emigrati negli Stati Uniti d'America alla fine del XIX secolo, molti dalla Romania (regioni storiche della Transilvania, Valacchia e Moldavia) e dall’Ungheria, Kassa (contee di Sáros e Zemplén) . Si stabilirono nelle città di Braddock, Homestead, Johnstown e Uniontown, in Pennsylvania; Cleveland e Youngstown, Ohio; Detroit e Delray, Michigan; Gary, Indiana; Chicago, Illinois; e New York City. I rom ungheresi slovacchi erano una comunità sedentaria, e negli Stati Uniti erano ben noti per suonare musica per le comunità di immigrati dell'Europa centrale in cui si stabilirono. Questi rom erano noti per suonare nei caffè e nei ristoranti, il nome che associava questi rom a Bashaldé fu inventato alla fine del XX secolo, mentre in Ungheria sono chiamati Romungro Romani; parti di esse erano anche conosciute come Romungre. All'inizio del 1900 i rom di Braddock, Pennsylvania, acquistarono un intero isolato residenziale, rendendolo il più grande insediamento di rom sedentari negli Stati Uniti. 

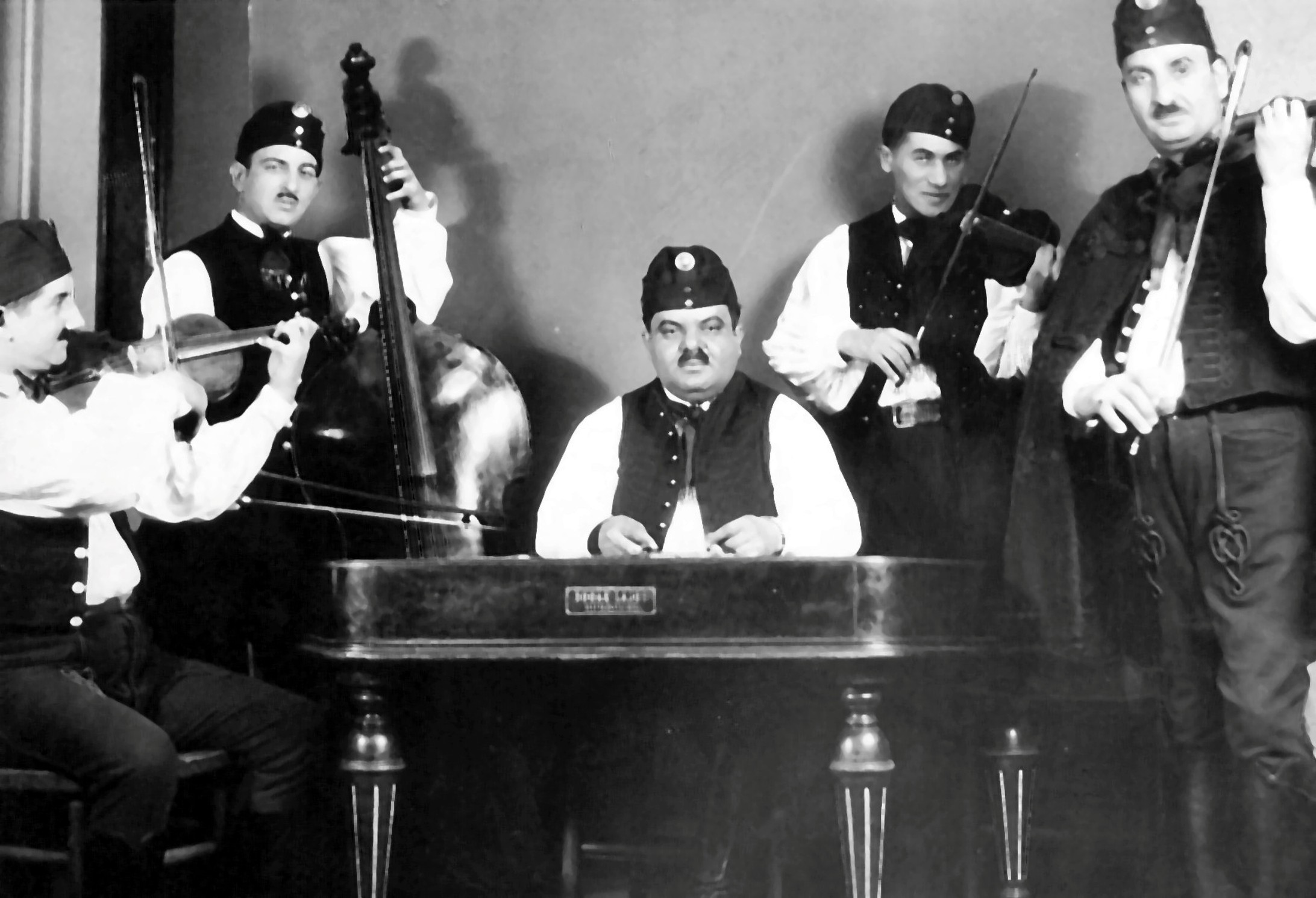
John Brenkacs Hungarian Gypsy Orchestra attorno al 1925, con Albert Balog, Geza Duna al basso, Louis Balog al cimbalom, Rudy Rigo al violino.

La tipica Hungarian Gypsy Orchestra è composta da un violino principale chiamato Primas, un secondo violino o viola, violino tenore, violino basso e cimbalom. La loro musica era una parte importante della world roots music e si esibivano in tutta l'America con musica ungherese e tutti i generi musicali. Nel 1887, i primi di questi rom immigrati in America portarono in America la musica tradizionale rom ungherese che loro e i loro antenati suonavano in Europa da centinaia di anni. Questi musicisti zingari erano discendenti di famose orchestre zingare come János Bihari, i cui discendenti oggi sono la famiglia dei Lakatos; la violinista gitana Czinka Panna; Pista Dankó ; Rigó Jancsi; Imre Magyari; e Racz Laci. Crearono i Csárdás, che influenzarono compositori come Joseph Haydn; Franz Liszt, che scrisse quindici rapsodie ungheresi; Johannes Brahms, che ha scritto ventuno balli ungheresi; Antonín Dvořák; Pablo de Sarasate, che ha scritto Zigeunerweisen; Georges Bizet, che ha scritto Carmen ; e Maurice Ravel, che scrisse Tzigane.
Nel 1920, Cleveland aveva la più grande popolazione di ungheresi in America, seconda solo a Budapest. Gli ungheresi di Cleveland organizzava centinaia di eventi ogni anno e i rom si occupavano dell'intrattenimento per tutti questi eventi. Nel distretto di Delray a Detroit c'erano molti ristoranti ungheresi come l'Hungarian Village, dove sarebbero stati allestiti ben quattro cimbalom per suonare, e a Braddock, in Pennsylvania, i giornalisti di tutto il mondo scrivevano su di loro. Questi musicisti rom ungheresi hanno suonato in tutti i principali eventi ungheresi e molti eventi americani per oltre 100 anni e nei migliori ristoranti del paese. Hanno anche suonato in molti matrimoni e occasioni speciali, tra cui film. Per oltre 100 anni, articoli di giornali, libri e riviste hanno documentato le loro tradizioni. Una tradizione è il funerale rom ungherese, dove da cinquanta a settantacinque musicisti suonavano per il defunto in una processione funebre. Tramite l'Associated Press, questi eventi sono stati riportati sui giornali di tutto il mondo. I Primas più famosi (violino principale) provenivano da questo gruppo come Joska Rabb, Ernie Kiraly, Max Bandy, Kal Bandy, Maxie Rigo, Martze Ballog, William Garber, John Brenkacs,  Louis Ballog, Albert Balog, Geza Duna, Rudy Rigo, Emery Deutsch, Frank Richko, Maxie Fransko, Rudy Balog, Rudy Ziga, Arthur Rakoczi, Gusty Horvath, Alex Udvary, George Batyi, Tony Ballog, Billy Rose, Martze Ballog, Willie Horvath, Bill Yedla, Albert Duna, Albert Horvath e Bella (Bendy) Ballog.
La Gypsy Countess Verona è stata una delle più famose di questi rom slovacchi-ungheresi. Sposò il conte Dean Szechy de Szechy Favla, di Budapest. Era una delle migliori suonatrici di cimbalom al mondo; ha girato il mondo, ha fatto dischi e scritto musica.
Nel 1924 Henry Ford, nel tentativo di allontanare i giovani dal jazz e tornare alla vecchia musica, fondò la sua Old Fashion Dance Band. Musicisti di tutto il mondo hanno fatto il provino per un posto nella band. Il suonatore di cimbalom era un rom ungherese di Braddock, William Hallup. Hanno fatto dischi, girato il mondo e suonato in tutti gli eventi Ford. Il suo cimbalom è conservato nel Museo Henry Ford.

## Persone illustri
- Elek Bacsik (1926–1993), chitarrista jazz e violinista
- Ian Hancock (nato nel 1942), linguista